# The Goods: Live Hard, Sell Hard
The Goods: Live Hard, Sell Hard est un film américain réalisé par Neal Brennan en 2009.

## Synopsis
Don Ready et son équipe, des vendeurs mercenaires de voitures d'occasion, sont engagés chez un concessionnaire, Selleck Motors, sur le point de faire faillite, pour rendre les soldes du 4 juillet plus lucratives. Ils ont quatre jours pour vendre environ deux cent cinquante voitures.

## Fiche technique
- Titre : The Goods: Live Hard, Sell Hard
- Réalisation : Neal Brennan
- Scénario : Andy Stock et Rick Stempson
- Producteurs : Will Ferrell, Chris Henchy, Adam McKay et Kevin J. Messick
- Productrice exécutive : Louise Rosner
- Musique : Lyle Workman (en)
- Directeur de la photographie : Daryn Okada
- Montage :  Michael Jablow et Kevin Tent
- Distribution des rôles : Jennifer Euston et Allison Jones (en)
- Création des décors : Stefania Cella
- Direction artistique : dooner et Robert W. Joseph
- Décorateur de plateau : Roya Parivar
- Création des costumes : Mary Jane Fort
- Durée : 89 minutes
- Genre : Comédie

## Distribution
- Jeremy Piven : Don Ready
- Ving Rhames (VF : Antoine Tomé) : Jibby Newsome
- James Brolin : Ben Selleck
- David Koechner : Brent Gage
- Kathryn Hahn (VF : Brigitte Virtudes) : Babs Merrick
- Ed Helms : Paxton Harding
- Jordana Spiro (VF : Dolly Vanden) : Ivy Selleck
- Tony Hale : Wade Zooha
- Ken Jeong : Teddy Dang
- Rob Riggle : Peter Selleck
- Alan Thicke : Stu Harding
- Charles Napier : Dick Lewiston
- Jonathan Sadowski : Blake
- Noureen DeWulf : Heather
- Wendie Malick (VF : Céline Duhamel) : Tammy Selleck
- Craig Robinson : D.J. Request
- Bryan Callen : Jason Big Ups!
- Joey Kern : Ricky Big Ups!
- Matt Walsh : Captain Ortiz
- Ian Roberts : Selleck Customer - Gary
- Paul Lieberstein : Selleck's Last Customer
- Will Ferrell (VF : Eric Peter) : Craig McDermott
- Kristen Schaal : Stewardess Stacey
- Bradley Steven Perry : Young Don Ready